# 東遼
東遼（とうりょう、1213年 - 1227年）は、金代に中国東北部を中心に存在した地方政権。

## 建国
1212年に隆安・韓州一帯で金に対して叛乱を起こした遼の宗室の耶律留哥の一軍は、同族の耶律耶的の軍と合流し、数カ月で十数万の勢力に成長してモンゴル帝国の庇護を受け金より自立した勢力となった。金は完顔胡沙・蒲鮮万奴に耶律留哥の討伐を計画したが、耶律留哥はモンゴルに救援を求め、一部モンゴル軍の支援の下、迪吉脳児（現在の遼寧省鉄嶺市昌図県付近）で金兵を撃破した。
1213年3月、耶律留哥は王を称し、国号を遼と定め、元統と改元した。後に東遼と称される政権である。王となった耶律留哥は姚里氏を皇后とし、弟の耶律廝不を郡王に、耶律坡沙・耶律僧家奴・耶律耶的・耶律李家奴らを丞相・元帥・尚書とし建国後の体制を固めた。1214年、金が再度蒲鮮万奴の軍により侵入したが、これも帰仁の北河で撃破、更に遼東の州郡を占拠し都を咸平に定め中京と称した。

## 国内状況
東遼国内の制度に関しては文献資料に乏しく大部分が不明である。1213年に建国した際に皇后や郡王・丞相・元帥・尚書のような官職名が出現していることから、金の国家制度を模倣したものであったと僅かに推測されているに過ぎない。

## 後遼との対立
1215年、金の東京（遼陽府）を平定した耶律留哥は、衆人より帝号を推戴されたがこれを拒否、しかし秘密裏に、子の耶律薛闍を漠北のチンギス・カンに派遣し、遼王に封じられている。しかしチンギス・カンは耶律留哥の副手である耶律可特哥が蒲鮮万奴の妻の李僊娥を娶っていることに不満を抱き問責を検討した。この知らせを受けた耶律可特哥は自らの地位に不安を抱き耶律廝不などと耶律留哥は既に死亡したと発表し叛乱を起こし、後遼政権を樹立した。

## 政権後期
1218年、耶律留哥はモンゴルや高麗の支援を受け後遼を攻撃、1219年春に耶律喊舎を撃破され耶律留哥は旧地を再び勢力下に置いた。1220年、耶律留哥が死亡するが、その後モンゴルはその妻である姚里氏に7年間この地を統治させている。

## 歴代国王
1. 耶律留哥：1213年 - 1220年（1215年 - 1219年は失地）
2. 皇后姚里氏：1220年 - 1227年